# Wilhelm Wittke
Wilhelm Wittke (* 24. Dezember 1884 in Saarlouis; † 3. Januar 1943 in Dillingen/Saar) war ein deutscher Wirtschaftsfunktionär.

## Leben
Nach einer kaufmännischen Ausbildung war Wilhelm Wittke in den Jahren von 1908 bis 1931 bei den Sachsenwerken in Niedersedlitz zunächst als Buchhalter beschäftigt und stieg 1928 zum kaufmännischen Direktor auf.
1931 wurde er Mitglied im Reichswirtschaftsbeirat.
Die Weltwirtschaftskrise Ende der 1920er bzw. Anfang der 1930er Jahre hatte für Deutschland verheerende Folgen, so dass Staat und Wirtschaft besonders gefordert waren.
In dieser Zeit wechselte Wittke zum Verband Sächsischer Industrieller, mit mehr als 4000 Mitgliedern die größte und wichtigste Unternehmerorganisation Sachsens. Er wurde dessen Vorsitzender und zeigte großes Verhandlungsgeschick, wich aber in den letzten Jahren der Weimarer Republik der unmittelbaren Auseinandersetzungen mit Gewerkschaften und Arbeiterparteien aus und überließ diese den bürgerlichen Parteien und der Ministerialbürokratie.
Er verhandelte persönlich mit den Reichskanzlern Heinrich Brüning und Franz von Papen, als es um die Sicherung eines hohen Anteils an öffentlichen Geldern über mehr oder weniger subventionierte Aufträge und Kredite sowie um die Minimierung der Abgaben der Verbandsmitglieder an die öffentlichen Haushalte ging.
1931 rang sich der Reichsverband der Deutschen Industrie noch einmal zu einem Vertrauensvotum für Brüning durch, während der Verband sächsischer Industrieller dem Reichskanzler das Vertrauen entzog. Wittke bezeichnete auf einer Tagung Ende 1931 die 2. Notverordnung Brünings als eine „Fortsetzung des neudeutschen Parlamentarismus“. Wittke setzte sich für die Ablösung der Volksvertretung durch eine autoritäre Regierung ein und forderte dafür Anfang 1930 ein Ermächtigungsgesetz nach Artikel 48.
1934 wurde er seines Amtes enthoben und musste eine sechsmonatige Untersuchungshaft über sich ergehen lassen, weil sein Verband in den Augen der Machthaber keine ausreichende Beteiligung an der NSDAP-Politik gezeigt hatte.
Auf Intervention des Reichswirtschaftsministers Hjalmar Schacht wurde ihm für die Zeit der Haft eine Entschädigung gezahlt. Wittke fand bei der Reichsbank eine Anstellung, bis er 1937 Generaldirektor der Dillinger Hütte und Vorstandsmitglied der Saarwerke wurde.
1939 hatte er einen Sitz im Aufsichtsrat der Deutschen Industriebank.
Er wurde zum Mitbegründer der Doggererz AG und war von 1939 bis 1942 Aufsichtsratsvorsitzender.
Daneben war er Mitglied des Beirats der Wirtschaftskammer Westmark.

## Schriften
- 1929 Die Politik der Arbeitslosigkeit
- 1929 Wirtschaftsnot, Volksnot, Staatsniot
- 1930 Arbeiternot – Unternehmernot!
- 1932 Treu und Glauben in der Krise